# Assemblée d'Irlande du Nord (1973)
 (mars 2020).
Si vous disposez d'ouvrages ou d'articles de référence ou si vous connaissez des sites web de qualité traitant du thème abordé ici, merci de compléter l'article en donnant les références utiles à sa vérifiabilité et en les liant à la section « Notes et références ».
L'Assemblée d'Irlande du Nord (en anglais : Northern Ireland Assembly) est une assemblée législative créée par le gouvernement du Royaume-Uni le 3 mai 1973 pour rétablir le gouvernement décentralisé en Irlande du Nord avec l'exécutif d'Irlande du Nord qui partage le pouvoir entre unionistes et de nationalistes. Il est aboli par le Northern Ireland Act 1974 (loi sur l'Irlande du Nord de 1974).
Des élections ont lieu le 28 juin 1973. La Loi constitutionnelle de l'Irlande du Nord de 1973; qui reçoit la sanction royale, le 18 juillet 1973, aboli le Parlement d'Irlande du Nord et le poste de Gouverneur d'Irlande du Nord et prévoit une administration décentralisée composée d'un exécutif choisi par l'Assemblée. 108 membres sont élus au suffrage unique transférable dans les 18 circonscriptions d'Irlande du Nord, avec 5 à 8 sièges pour chacun selon sa population. L'Assemblée se réunit pour la première fois le 31 juillet 1973. À la suite de l'accord de Sunningdale, un exécutif de partage du pouvoir est créé à partir du 1er janvier 1974. Après l'opposition du Parti unioniste d'Ulster (UUP) et la grève du Conseil des travailleurs d'Ulster, l'exécutif et l'Assemblée s'effondrent le 28 mai 1974 lorsque Brian Faulkner démissionne de son poste de chef de chef de l’exécutif. 

## Membres de l'Exécutif d'Irlande du Nord (1974)
- Chef de l’exécutif : Brian Faulkner (UUP)
- Directeur général adjoint : Gerry Fitt (SDLP)
- Ministre des Finances : Herbert Kirk (UUP)
- Ministre du Commerce : John Hume (SDLP)
- Ministre de l'Environment: Roy Bradford (UUP)
- Ministre de la Santé et des Services sociaux : Paddy Devlin (SDLP)
- Ministre de l'Education: Basil McIvor (UUP)
- Ministre de l'Agriculture: Leslie Morrell (UUP)
- Ministre du Logement, du gouvernement local et de la planification : Austin Currie (SDLP)
- Ministre des affaires juridiques et chef du Bureau de la réforme du droit : Oliver Napier (Alliance)
- Ministre de l'Information : John L. Baxter (UUP)